# Métopas do Partenon
As métopas do Partenon são os painéis esculturais de mármore originalmente localizados nas paredes exteriores do Partenon em Atenas, as quais constituíam parte do friso.

## História
O Partenon tinha noventa e duas métopas policromadas: quatorze em cada uma das fachadas leste e oeste e trinta e duas em cada um dos lados norte e sul. Para designá-los, os especialistas costumam numera-los da esquerda para a direita com algarismos romanos..
Os temas representados são diferentes, e, juntamente com o frontão de ordem jónica e a estátua de Atena Partenos contida no interior do Partenon, constituíram um programa unitário de decoração escultórica, um famoso exemplo da Grego clássico alto-relevo.
O conjunto de todas as métopas atingiu um comprimento total de cerca de cento e sessenta metros; destes, oitenta estão agora expostos no Museu da Acrópole em Atenas, para onde foram transportados em 2005 para os proteger da degradação.  Cinquenta metros do friso fazem hoje parte do acervo do British Museum, constituindo a parte principal dos chamados Mármores de Elgin. Os restantes trinta metros foram destruídos durante o Cerco veneziano de Atenas em 1687. O Partenon foi então utilizado como depósito de pólvora e um bombardeamento veneziano fez com que este explodisse, danificando o edifício e as suas preciosas esculturas.

## Métopas Orientais
As catorze métopas orientais estavam localizadas na entrada principal. Representaram as fases finais da batalha da Cosmogonia entre os deuses do Olimpo e os Gigantes (Gigantomaquia). A luta desenvolve-se em torno da figura central de Zeus (painel nº 8), seguida do seu carro conduzido por Hera (painel nº 7). O irmão Poseidon com o seu carro é mostrado nas proximidades (painel nº 6) a viajar ao longo da ilha de Nísiros passando por cima do gigante derrotado Polibotes. Embora a figura de Hércules ainda não tenha sido identificada nos restantes fragmentos, é quase certo que o herói, cujo contributo para a vitória dos deuses do Olimpo foi significativo, estava presente nas métopas. O feliz desfecho da batalha é descrito na cena de Hélios (deus do sol) e da sua carruagem a passar a meio da noite (painel nº 14), uma nova era estava prestes a começar. As métopas orientais encontram-se em condições muito precárias e a identificação da maioria das figuras é, na melhor das hipóteses, incerta.